# Amorebieta-Etxano
Amorebieta-Etxano är en kommun i Spanien.Den ligger i Biscayaprovinsen i den autonoma regionen Baskien i norra delen av landet, 300 km norr om huvudstaden Madrid. Antalet invånare är 19 678 (2024).